# Stefan Angielski
Stefan Zygmunt Angielski (ur. 6 stycznia 1929 w Lubomlu, zm. 22 kwietnia 2022 w Gdańsku) – lekarz, profesor nauk medycznych, członek Polskiej Akademii Nauk.

## Życiorys
Urodził się w rodzinie Juliana (1899–1940), policjanta zamordowanego w Bykowni przez NKWD, i Olgi z domu Dyczko (1908–1982). 
W 1940 z rodziną wywieziony do Kazachstanu. Po uwięzieniu matki, dwa lata przebywał w tamtejszych sierocińcach.
W 1946 powrócił do Polski, w 1949 uzyskał maturę w Państwowym Liceum Ogólnokształcącym dla Pracujących im. Jana Śniadeckiego w Kielcach. Następnie do 1954 studiował na Wydziale Lekarskim Akademii Medycznej w Gdańsku. W latach 1952–1958 był młodszym asystentem i asystentem w Katedrze Chemii Fizjologicznej AMG. W 1958 otrzymał stopień naukowy doktora nauk medycznych na podstawie rozprawy doktorskiej pt. Aminokwasy moczu bliźniąt jedno i dwujajowych. W latach 1958–1964 był adiunktem w Pracowni Patobiochemii Instytutu Biochemii i Biofizyki PAN, w latach 1960–1961 przebywał na stypendium Fundacji Rockefellera w Columbia University. W 1963 podniesiono go do godności doktora habilitowanego za dysertację pt. Działanie i przemiana kwasu maleinowego w nerce. W tym samym roku objął kierownictwo zorganizowanej przez siebie Pracowni Biochemii Klinicznej. Od maja 1964 był także kierownikiem Laboratorium Centralnego Państwowego Szpitala Klinicznego Nr 1. Tytuł profesora nadzwyczajnego nadano mu w 1973, a profesora zwyczajnego w 1981. W latach 1970–1975 był dyrektorem Instytutu Patologii AMG, w latach 1975–1978 prorektorem ds. nauki AMG, w latach 1990–1993 rektor AMG. Od 1999, do przejścia na emeryturę, kierował Zespołem Nefrologii Komórkowej i Molekularnej Instytutu Medycyny Doświadczalnej i Klinicznej Polskiej Akademii Nauk (PAN) i AMG. Od 2007 rektor Wyższej Szkoły Zarządzania (Powiślańskiej Szkoły Wyższej) w Kwidzynie, wykładał biochemię i diagnostykę laboratoryjną na Wydziale Nauk o Zdrowiu.
Był specjalistą w zakresie biochemii klinicznej i patobiochemii nerek. Wdrożył na studiach medycznych diagnostykę laboratoryjną. Współinicjował także powołanie Międzyuczelnianego Wydziału Biotechnologii Uniwersytetu Gdańskiego i Gdańskiego Uniwersytetu Medycznego. Od 1989 członek korespondent, a od 2002 – członek rzeczywisty Polskiej Akademii Nauk. Kierownik Zespołu Nefrologii Komórkowej i Molekularnej Instytutu Medycyny Doświadczalnej i Klinicznej PAN i Akademii Medycznej w Gdańsku. Członek korespondent Polskiej Akademii Umiejętności, a także Ukraińskiej Akademii Nauk i Europejskiej Akademii Nauki i Sztuki. Był pomysłodawcą powołania akademickiego pisma, które obecnie nosi nazwę „Gazeta GUMed”. 

Działał w Wojewódzkim Oddziale Związku Sybiraków w Gdańsku. Jako prezes tej organizacji (1992–2002) zainicjował w 1992 fundusz o nazwie „Stypendium sybirackie”.

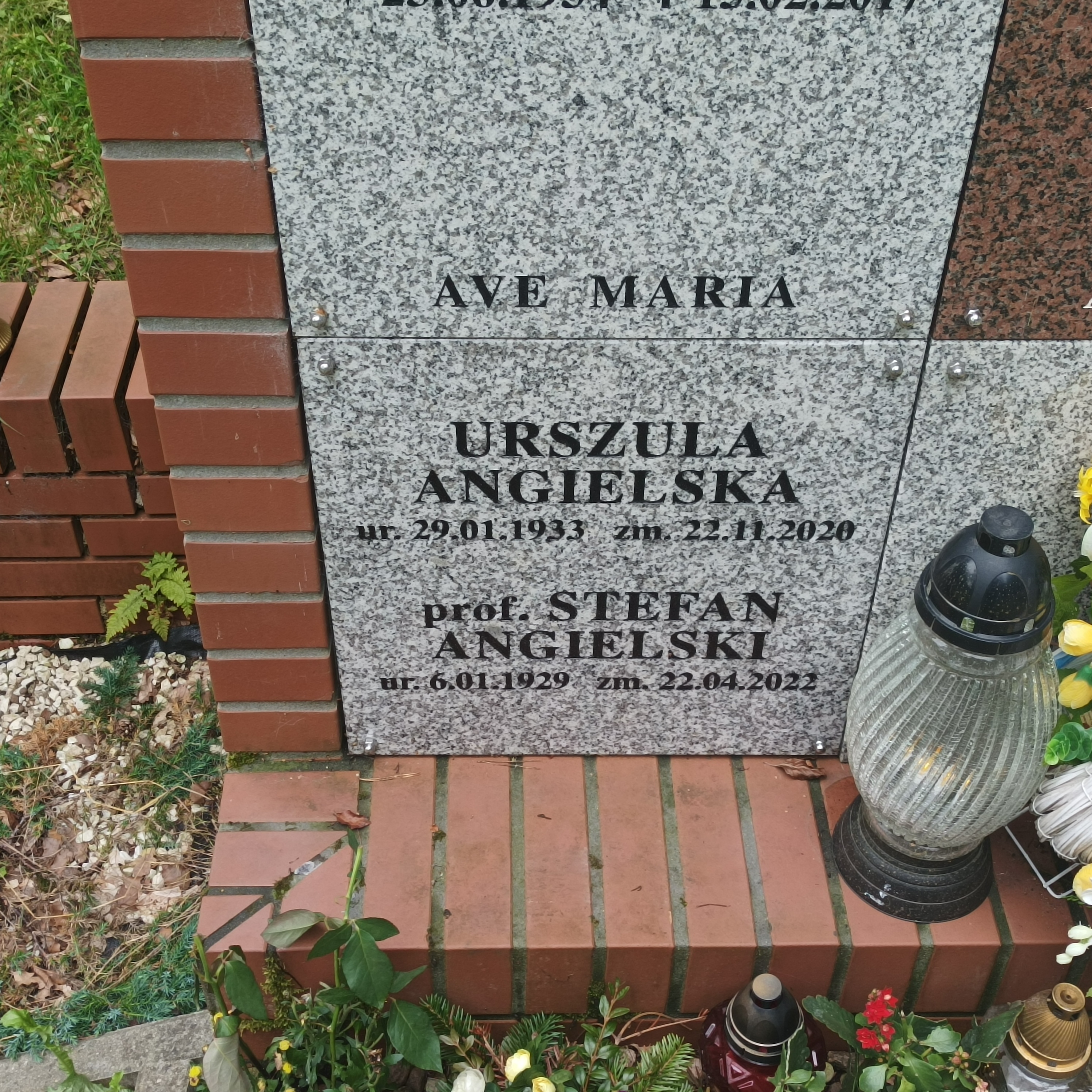
Grób prof. Stefana Angielskiego na cmentarzu Srebrzysko

Był mężem Urszuli z domu Kurasz (1933–2020), ojciec Eweliny, Marii, Anny i Jadwigi.
Zmarł w Gdańsku, pochowany 6 maja 2022 na cmentarzu Srebrzysko (rejon VI, kolumbarium II-D-1).

## Niektóre publikacje
- Jan Sznajd, Stefan Angielski (red.), Biochemia kliniczna w praktyce lekarskiej, Warszawa: Państwowy Zakład Wydawnictw Lekarskich, 1983, ISBN 83-200-0606-6, OCLC 749731018. Brak numerów stron w książce
- Stefan Angielski, Zenon Jakubowski, Marek H. Dominiczak (red.), Biochemia kliniczna, Gdańsk: Wydaw. Perseusz, 1996, ISBN 83-902138-0-X, OCLC 749354867. Brak numerów stron w książce
- Andrzej Januszewicz, Stefan Angielski (red.), Nadciśnienie tętnicze, wyd. 2, Kraków: Medycyna Praktyczna, 2004, ISBN 83-89015-91-9, OCLC 749872747. Brak numerów stron w książce
- Andrzej Książek i inni red., Nefrologia, Lublin: Czelej, 2004, ISBN 83-89309-36-X, OCLC 749724488. Brak numerów stron w książce

## Ordery i odznaczenia
- Krzyż Oficerski Orderu Odrodzenia Polski (1996)[16]
- Krzyż Kawalerski Orderu Odrodzenia Polski (1974)
- Srebrny Krzyż Zasługi (1969)
- Medal Komisji Edukacji Narodowej (2008)
- Medal 1000-lecia Gdańska (1998)
- Medal „Gloria Medicinae” Polskiego Towarzystwa Lekarskiego (2008)
- Medal Polskiego Towarzystwa Hematologów i Transfuzjologów (2003)
- Medal Polskiego Towarzystwa Hematologów i Transplantologów (1994)
- Medal „Zasłużonemu Akademii Medycznej w Gdańsku” (1978)
- Medal 50-lecia Akademii Medycznej w Gdańsku (1995)
- Medal 40-lecia Akademii Medycznej w Gdańsku (1985)
- Medal 30-lecia Akademii Medycznej w Gdańsku (1975)
- Odznaka „Za wzorową pracę w służbie zdrowia” (1970)
- Odznaka honorowa „Zasłużonym Ziemi Gdańskiej” (1973)
- Distinguished Medal Kidney Foundation (USA, 1994)

Źródło:.

## Nagrody i wyróżnienia
- Nagroda Naukowa Miasta Gdańska im. Jana Heweliusza (1990)[10]
- tytuł doktora honoris causa Uniwersytetu Gdańskiego (2020)[11]